# Stenocephalemys
Stenocephalemys là một chi động vật có vú trong họ Muridae, bộ Gặm nhấm. Chi này được Frick miêu tả năm 1914. Loài điển hình của chi này là Stenocephalemys albocaudata Frick, 1914.

## Các loài
Chi này gồm các loài:
- Stenocephalemys albipes
- Stenocephalemys albocaudata
- Stenocephalemys griseicauda
- Stenocephalemys ruppi